# Cataldo Grammatico
Cataldo Grammatico, detto Dino (Trapani, 20 ottobre 1924 – Palermo, 22 febbraio 2007), è stato un politico e poeta italiano.

## Biografia
Nell'ottobre 1943 fu condannato dall'AMGOT, il governo militare degli Alleati, da poco sbarcati in Sicilia, a 10 anni per atti di sabotaggio nell'ambito di attività per la difesa dell'italianità dell'Isola. Scontò poi solo 2 anni e 8 mesi di carcere. Uscito dal carcere nel luglio 1946, si laureò in lettere e divenne professore negli istituti superiori.

### Attività politica
Fu segretario provinciale del M.S.I. di Trapani nel febbraio 1949, e fu eletto nel 1951 deputato all'Assemblea regionale siciliana nel collegio di Trapani nelle liste del Movimento Sociale Italiano. Fu sempre rieletto, restando parlamentare fino al 1986, escluso dal 1976 al 1981, quando non si candidò. Dal 1951 al 1955 fu vice coordinatore siciliano della Cisnal.
Fu componente della Segreteria nazionale del MSI e Dirigente del settore Mezzogiorno del suo partito, e lo unì sempre un forte legame con Giorgio Almirante.
Fu capogruppo all'Ars del MSI, e uno dei protagonisti del milazzismo, come assessore all'Agricoltura nel primo governo della Regione Siciliana guidato da Silvio Milazzo (1958-1959). A lui si deve la riforma delle cantine sociali e l'avvio della prima operazione antimafia nella Sicilia autonoma, che prese il nome di "inchiesta Merra" dal nome del magistrato che la condusse.
Fu anche Sindaco di Custonaci per quindici anni (1960-1970 e 1980-1985), potenziò, attraverso la realizzazione della Sagra Nazionale dei Marmi di Sicilia (1964-1968), l'attività estrattiva e produttiva della zona. Si candidò alla Camera nel 1976 e nel 1979 ma non fu eletto.
Fu deputato segretario del Consiglio di Presidenza dell'ARS (1981-1986). 
Dal 1982 al 1992 fu, con brevi interruzioni, segretario regionale del MSI.

Terminato il mandato parlamentare nel 1986, nel 1995 aderì ad Alleanza Nazionale, e fu Consigliere di amministrazione della Cassa Centrale di Risparmio Vittorio Emanuele, fino alla sua incorporazione nel Banco di Sicilia. 

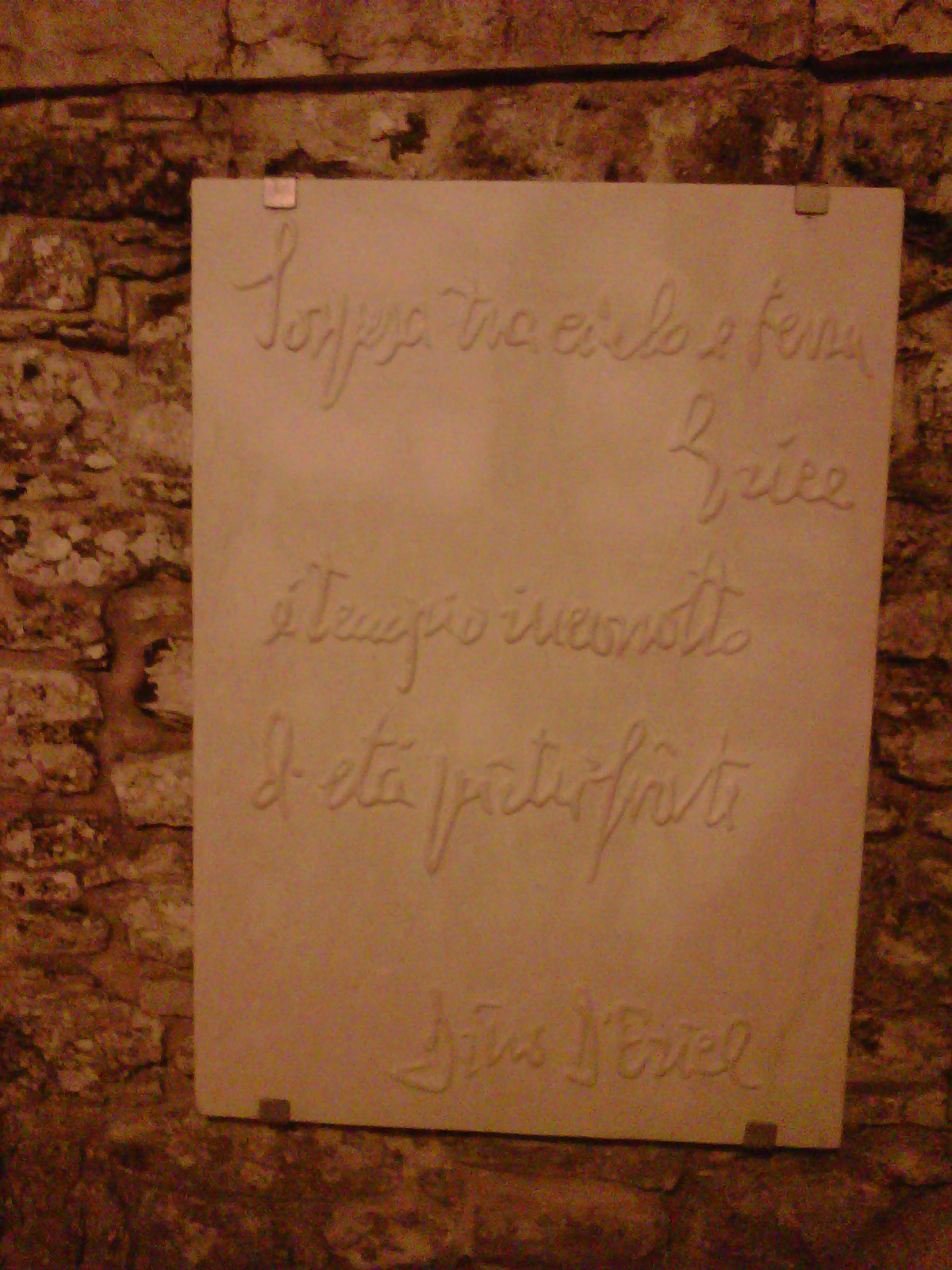
"Omaggio a Erice" di Dino D' Erice nel Bàlio di Erice

Fino alla morte è stato presidente della "Fondazione Lauro Chiazzese" della Sicilcassa, dell'ISSPE (Istituto Siciliano di Studi Politici ed Economici) e dell'associazione La roccia.
Nel 2013 si è costituito a Custonaci il "Centro Studi Dino Grammatico - Istituto per la cultura della legalità".

### Attività poetica
Con lo pseudonimo di Dino d'Erice si dedicò alla poesia, ed ebbe per le sue opere numerosi premi e riconoscimenti fin dagli anni sessanta, l'ultimo poche settimane prima della morte, il Fiorino d'oro al XXIV Premio Firenze di poesia, per la raccolta Io grido luce.

## Opere

### Saggistica
- Dalla Sicilia la crisi della democrazia, DG/E, 1968
- Processo alla Regione siciliana, Il Borghese, 1974
- La nuova Regione siciliana nella proposta del MSI-DN, ISSPE, 1983
- La riforma elettorale rimasta nei cassetti di Sala d'Ercole, ISSPE, 1996
- La rivolta siciliana del '58: il primo governo Milazzo, Sellerio, 1996
- Sicilcassa, una morte annunziata, Sellerio, 1998
- Erice dal dopoguerra al Duemila, ISSPE, 2000
- Vestigia del mondo classico nella Sicilia occidentale, (a cura di), ISSPE, 2002
- L'autonomia siciliana nel decennio 1947-57: i governi Alessi, Restivo, La Loggia, Rubbettino, 2007
- A futura memoria - Interventi e scritti di Dino Grammatico, a cura di Fabrizio Fonte, Palermo, Isspe, 2020

### Poesia
- Alba di Gloria, Ed. Radio, Trapani, 1941

Come Dino D'Erice:
- Cielo nudo, Flaccovio, Palermo, 1966
- C'è un segno, Dge, Palermo, 1969
- Il verde sulle pietre, Ipl, Milano, 1989
- Mia incomparabile terra, Thule, Palermo, 1997
- Punti luce sulla strada di pietra, Thule, Palermo, 2002
- Ad ogni avvento, Sellerio, Palermo, 2003
- Io grido luce, Ed. Biblioteca, Roma, 2006

## Premi e riconoscimenti
- Premio Villaroel, Palermo, 1966.
- Premio nazionale Casalinovo, Catanzaro, 1970.
- Premio cultura “Città di Venezia”, Venezia, 1986.
- Premio nazionale Renato Serra. Messina, 1987.
- Premio Mediterraneo, Palermo, 1989.
- Premio nazionale Sele d'oro, Oliveto Citra, 1996.
- Premio internazionale La Pigna d'argento, Palermo, 1996.
- Premio speciale Loredana Torretta Palminteri, Baucina, 2001
- Premio Il fiorino d'argento. Firenze, 2002.
- Premio speciale Elvezio Petix, Casteldaccia, 2004.
- Premio internazionale “liolà”, Palermo, 2004.
- Targa "Tito Marrone", Erice, 2004.
- Targa "Pietro Mignosi", Palermo, 2004.
- Premio della Presidenza del Consiglio dei Ministri, Roma, 2006.
- Premio speciale La Penna d'autore, Torino, 2006.
- Premio Firenze, Fiorino d'oro, Firenze, 2006.
- Premio Cultura della Confindustria, Trapani, 2006.
- Premio nazionale "Salvatore Cottone", Siracusa, 2007.